# پنتاسن
پنتاسن (به انگلیسی: Pentacene) با فرمول شیمیایی C۲۲H۱۴ یک ترکیب شیمیایی با شناسه پاب‌کم ۸۶۷۱ است. که جرم مولی آن ۲۷۸٫۳۶ g/mol می‌باشد. شکل ظاهری این ترکیب، Dark powder است.